# 核 (彗星)

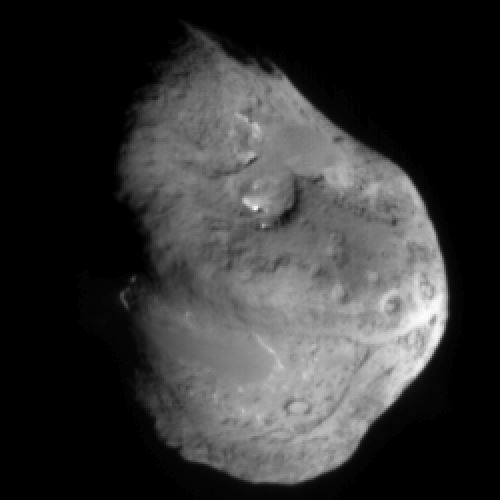
テンペル第1彗星の核

彗星における核は、彗星の中心をなし、一般に汚れた雪だまと呼ばれている固体の小天体を指す。岩石、チリ、凍ったガスからできている。太陽に温められると、ガスは昇華し、核の周りにコマとして知られる大気圏を形成する。太陽の放射圧と太陽風がコマに及ぼす力により太陽とは逆の方向に巨大な尾が形成される。一般的な彗星核のアルベドは、0.04である。

## 分裂
彗星によっては核は脆いものである場合もあり、分裂する彗星を観察することで終焉が確認される。分裂した彗星は1846年のビエラ彗星、1992年のシューメーカー・レヴィ第9彗星、1995年から2006年にかけてのシュワスマン・ワハマン第3彗星などがある。ギリシアの歴史家エポロスは、彗星の分裂の記録は紀元前372年から373年の冬まで遡れると報告した。彗星は温度の上昇や内部のガス圧、衝突によって分裂すると考えられている。
ネウイミン第3彗星とファン・ビースブルック彗星は、親彗星の破片であるようである。様々なことをあわせて検討すると、二つの彗星は1850年1月に木星に最接近しており、1850年以前は両者がほぼ同一のものであったことを示している。

## 大きさ
殆どの彗星核は、直径10マイル（16キロメートル）を超えることはないと考えられている。しかし中には直径40キロメートルに達する彗星核があることが分かっている。
ジャガイモ型のハレー彗星の核（15×8×8km）は、同量の氷とチリからできている。氷の約80％は、水氷で、凍った一酸化炭素が15％を占めている。残りの多くは、凍った二酸化炭素、メタン、アンモニアである。科学者は他の彗星もハレー彗星と同様の化学成分だと考えている。ハレー彗星の核も、非常に暗い黒色をしている。科学者はハレー彗星の表面は（そして恐らく他の彗星も殆どは）、殆ど氷でできたチリと岩の黒い地殻で覆われていると考えている。この彗星はこの地殻の穴が太陽に向いた時だけ日光に温められて内部の氷が溶け出しガスを噴出する。
2001年のフライバイでディープ・スペース1号はボレリー彗星の核を観察し、ハレー彗星の約半分に当たる核（8×4×4km）を発見した。ボレリー彗星の核も、ジャガイモ型で、暗い黒色の表面になっている。ボレリー彗星はハレー彗星のように地殻の穴が日光に温められた狭い区域からガスを噴出するだけである。
ヘール・ボップ彗星の核は、直径約30-40キロメートルであった。ヘール・ボップ彗星は並外れた大きさの核が大量のチリとガスを放出する為に肉眼で見ることができた。
SOHO彗星 (322P) の核は、恐らく直径100-200メートルに過ぎない。
ケンタウルス族（外惑星の軌道を横切る不安定な小惑星）で最大級のものは、カリクロー (258km)、キロン (230km)、現在行方不明中の 1995 SN55 (-300km) などで、直径約250-300キロメートルである。
知られている彗星の平均密度は、約0.6g/cm³である。下記の表は、大きさ、密度、質量を表した彗星の一覧である。
| 彗星名          | 大きさ km   | 密度 g/cm³ | 質量 kg  |
| --------------- | ----------- | ---------- | -------- |
| ハレー彗星      | 15×8×8      | 0.6        | 3×1014   |
| テンペル第1彗星 | 7.6×4.9     | 0.62       | 7.9×1013 |
| ボレリー彗星    | 8×4×4       | 0.3        | 2×1013   |
| ヴィルト第2彗星 | 5.5×4.0×3.3 | 0.6        | 2.3×1013 |

## 化学組成
| 分子式  | 名称                 | 組成比    |
| ------- | -------------------- | --------- |
| H2O     | 水                   | 100       |
| CO      | 一酸化炭素           | 1–30      |
| CO2     | 二酸化炭素           | 3–6       |
| H2CO    | ホルムアルデヒド     | 0.1–4     |
| CH3OH   | メタノール           | 0.1–4     |
| HCOOH   | ギ酸                 | ~0.1      |
| CH3COOH | 酢酸                 | ~0.1      |
| CH3CHO  | アセトアルデヒド     | ~0.01     |
| HNCO    | イソシアン酸         | ~0.1      |
| NH2CHO  | ホルムアミド         | ~0.01     |
| CH4     | メタン               | 0.1–0.5   |
| C2H2    | アセチレン           | 0.1–0.3   |
| C2H6    | エタン               | 0.1–0.7   |
| NH3     | アンモニア           | 0.5–1.5   |
| HCN     | シアン化水素         | 0.1–0.3   |
| HNC     | イソシアン化水素     | 0.01–0.04 |
| CH3CN   | アセトニトリル       | ~0.01     |
| HC3N    | モノシアノアセチレン | ~0.02     |
| H2S     | 硫化水素             | 0.3–1.5   |
| H2CS    | チオホルムアルデヒド | ~0.05     |
| OCS     | 酸化硫化炭素         | 0.2–0.5   |
| SO2     | 二酸化硫黄           | ~0.1      |
| SO      | 一酸化硫黄           | ~0.5      |
| CS      | 一硫化炭素           | ~0.2      |
| CS2     | 二硫化炭素           | 0.1–0.2   |
| NS      | 一硫化窒素           | ≥0.02     |
| S2      | 二原子硫黄           | ~0.005    |

## アルベド
20世紀末以降の観測で表面が乾燥していたりチリ状であったり岩状であることが明らかになっているものの、彗星はよく氷が地殻に隠れていることを示唆する「汚れた雪玉」と言われる。彗星核は太陽系で最も暗い物質である。ジオットはハレー彗星の核が受け取る光の約4％を反射することを、ディープ・スペース1号はボレリー彗星の表面は、降り注ぐ光の2.4％から3％しか反射しないことを発見した。対してアスファルトは受け取る光の7％を反射している。複雑な有機化合物が暗い表面にあると考えられている。太陽の熱が揮発性の化合物を剥ぎ取り、タールや原油のように非常に暗く見えがちな重く長い鎖状有機物が後に残るわけである。彗星の表面が非常に暗いことでガス放出するのに必要な熱を吸収できるようになる。
大まかに言って地球近傍天体の6％は、最早ガス放出をしなくなった嘗ての彗星の核であると考えられている（彗星・小惑星遷移天体参照）。このように低いアルベドの地球近傍天体にヒュプノスとドン・キホーテの2つがある。

## 参照
1. 1 2 3 4  Robert Roy Britt (2001年11月29日). “Comet Borrelly Puzzle: Darkest Object in the Solar System”.   Space.com. 2008年10月26日閲覧。
2. 1 2 3 4 5 6 7 8  Yeomans, Donald K. (2005年). “Comets (World Book Online Reference Center 125580)”.   NASA. 2007年11月20日閲覧。
3. ↑  JPL Public Information Office. “Comet Shoemaker-Levy Background”.   JPL/NASA. 2008年10月25日閲覧。
4. ↑  Whitney Clavin (2006年5月10日). “Spitzer Telescope Sees Trail of Comet Crumbs”.   Spitzer Space Telescope at Caltech. 2008年10月6日時点のオリジナルよりアーカイブ。2008年10月25日閲覧。
5. ↑  Donald K. Yeomans (1998年). “Great Comets in History”. Jet Propulsion Laboratory. 2007年3月15日閲覧。
6. ↑  H. Boehnhardt. “Split Comets”.   Lunar and Planetary Institute (Max-Planck-Institut für Astronomie Heidelberg). 2008年10月25日閲覧。
7. ↑  J. Pittichova; K.J. Meech; G.B. Valsecch; E.M. Pittich (1-6 September 2003). “Are Comets 42P/Neujmin 3 and 53P/Van Biesbroeck Parts of one Comet?”.   Bulletin of the American Astronomical Society, 35  #4. 2010年3月1日閲覧。
8. 1 2  “What Have We Learned About Halley's Comet?”.   Astronomical Society of the Pacific (No. 6 - Fall 1986) (1986年). 2008年12月14日閲覧。
9. 1 2  Weaver, H. A.; Stern, S.A.; Parker, J. Wm. (2003). “Hubble Space Telescope STIS Observations of Comet 19P/BORRELLY during the Deep Space 1 Encounter”. The American Astronomical Society 126:  444–451. doi:10.1086/375752 2008年12月14日閲覧。.
10. ↑  “SOHO's new catch: its first officially periodic comet”.   European Space Agency (2007年9月25日). 2007年11月20日閲覧。
11. 1 2 3 4  D. T. Britt; G. J. Consol-magno SJ; W. J. Merline (2006年). “Small Body Density and Porosity: New Data, New Insights”.   Lunar and Planetary Science XXXVII. 2008年12月14日閲覧。
12. ↑  
1P/Halley: Using the volume of an ellipsoid of 15x8x8km * a rubble pile density of 0.6 g/cm³ yields a mass (m=d*v) of 3.02E+14 kg.

9P/Tempel 1: Using a spherical radius of 6.25 km; volume of a sphere * a density of 0.62 g/cm³ yields a mass of 7.9E+13 kg.

19P/Borrelly: Using the volume of an ellipsoid of 8x4x4km * a density of 0.3 g/cm³ yields a mass of 2.0E+13 kg.

81P/Wild: Using the volume of an ellipsoid of 5.5x4.0x3.3km * a density of 0.6 g/cm³ yields a mass of 2.28E+13 kg.
13. ↑  RZ Sagdeev; PE Elyasberg; VI Moroz. (1988年). “Is the nucleus of Comet Halley a low density body?”. AA(AN SSSR, Institut Kosmicheskikh Issledovanii, Moscow, USSR), AB(AN SSSR, Institut Kosmicheskikh Issledovanii, Moscow, USSR), AC(AN SSSR, Institut Kosmicheskikh Issledovanii, Moscow, USSR). 2007年5月15日閲覧。
14. ↑  “Comet 9P/Tempel 1”.   The Planetary Society. 2008年12月15日閲覧。
15. ↑  “Comet 81P/Wild 2”.   The Planetary Society. 2007年11月20日閲覧。
16. ↑  渡部潤一、井田茂、佐々木晶『シリーズ現代の天文学 第9巻 太陽系と惑星』日本評論社、153頁。
17. ↑  Whitman, Kathryn; Alessandro Morbidelli and Robert Jedicke (2006). The Size-Frequency Distribution of Dormant Jupiter Family Comets 2008年2月6日閲覧。.